# Kyre
Kyre – wieś w Anglii, w hrabstwie Worcestershire, w dystrykcie Malvern Hills. Leży 24 km na zachód od miasta Worcester i 187 km na północny zachód od Londynu.